# ルイス・テワニマ
ルイス・テワニマ（Lewis Tewanima、1888年 - 1969年1月18日）は、アメリカ合衆国の陸上競技選手である。彼は、1912年に開催されたストックホルムオリンピックの10000メートル走で銀メダルを獲得した。

## 経歴
ルイス・テワニマは、ホピ族の居留地で1888年に誕生した。彼の「テワニマ」という名は、アメリカ先住民の言葉で「Measures of the sun」を意味するという。テワニマは後に、幼年期の彼が友人たちとともに50マイル（約80.5km）の道のりを列車見物のためにしばしばウィンスロー（en:Winslow, Arizona）まで走って行き、見物が終わった後はまた走って家まで戻ってきたことを回想している。彼は「それは夏のことで、1日は長かった」と述べている。
1906年にアメリカ合衆国の軍隊は、居留地にいたホピ族を紛争の末に拘留し、合衆国政府の命令で彼らの子供たちをインディアン寄宿学校に送り込んだ。テワニマは最初ニューメキシコ州に移動させられた後、1907年にペンシルベニア州カーライルにある カーライル・インディアン工業学校に入学した。
カーライル・インディアン工業学校でテワニマは陸上選手として頭角を現し、さまざまな長距離走の試合に優勝して、1908年ロンドンオリンピックと1912年のストックホルムオリンピックの2回連続でアメリカ合衆国のオリンピック代表に選出された。ロンドンオリンピックでは、マラソンに出場して9位だった。ストックホルムオリンピックでは、マラソンとこの大会から新設された10000メートル走に出場した。
ストックホルムオリンピックの10000メートル走には13カ国から30人が出場して7月7日に予選、7月8日に決勝が行われた。テワニマは予選2組を32分31秒4の記録を出して2位で通過し、決勝ではフィンランド代表のハンネス・コーレマイネンに続いて2番目にゴールして銀メダル獲得を成し遂げた。7月14日に行われたマラソンでは、2時間52分41秒4で16位に入っている。
ストックホルムオリンピックの終了後、テワニマはホピ族の居留地に戻り、羊の牧畜やメロン、トウモロコシ、豆などを栽培して生計を立てた。1954年に、彼はアメリカ合衆国の歴代オリンピック陸上競技の代表的選手として選ばれ、1957年にはアリゾナ州のスポーツ殿堂入りを果たすなどの栄誉を受けた。だが、テワニマは1969年に悲劇的な最期を遂げた。日中に宗教行事に参加した後、夜間になって徒歩で帰宅する最中に道に迷い、70フィート（約21.3m）の断崖から転落して死去したのである。
テワニマの名はホピ族の間で伝説的なものとなり、彼を記念する陸上競技のレースがホピ族の居留地セカンド・メサで毎年開催されるようになった。このレースは、労働記念日（en:Labor Day）の週末に、主に5キロメートル競走と10キロメートル競走を種目として開催され、居留地の最高地点であるメサをスタートして、一本道をメサの麓へと下るコースを設定している。10キロメートル競走のコースには、3マイル（約4.8km）の河床を通り抜けて走る部分が含まれる。5キロメートル競走と10キロメートル競走の最終部分には、メサの頂上に設定されたゴール地点を目指して段差を昇ることになっている。なお、テワニマと同じくアメリカ合衆国先住民出身の著名な陸上選手として知られるビリー・ミルズも、このレースに姿を見せている。

## オリンピックでの成績
| 年   | 大会                       | 場所                           | 種目     | 結果 | 記録           |
| ---- | -------------------------- | ------------------------------ | -------- | ---- | -------------- |
| 1908 | ロンドンオリンピック       | ロンドン（イギリス）           | マラソン | 9位  | 3時間9分15秒   |
| 1912 | ストックホルムオリンピック | ストックホルム（スウェーデン） | 10000ｍ  | 2位  | 32分6秒6       |
| 1912 | ストックホルムオリンピック | ストックホルム（スウェーデン） | マラソン | 16位 | 2時間52分41秒4 |